# Platypalpus palliditibiae
Platypalpus palliditibiae är en tvåvingeart som beskrevs av Enrico Adelelmo Brunetti 1913. Platypalpus palliditibiae ingår i släktet Platypalpus och familjen puckeldansflugor. Inga underarter finns listade i Catalogue of Life.